# Promozioni alle vendite
Le promozioni alle vendite sono una particolare forma di comunicazione di marketing.
La comunicazione, così come il prezzo, il prodotto e la distribuzione commerciale, è una delle 4 P del Porter su cui fonda lo studio del marketing mix.
Sovente la comunicazione di marketing è identificata con la pubblicità ma, essa, ne costituisce solo un aspetto.
Probabilmente, la pubblicità, costituisce l'aspetto più ampio della comunicazione di marketing ma, al fianco di essa, si sono sviluppate anche altre tipologie di comunicazione commerciale. Tra esse troviamo, peraltro, il direct marketing, la propaganda, la sponsorizzazione ed anche le promozioni alle vendite.

## Sviluppo, significato, utilità
Le promozioni alle vendite si sono sviluppate in quanto, la grande concorrenza di mercato, ha fatto sì che l'aspetto qualitativo del prodotto fosse sempre meno determinante per l'effettuazione dell'acquisto. Lo sviluppo di tali promozioni ha avuto luogo a seguito del fatto che, le famiglie mirano, sempre di più, al risparmio per fare quadrare i bilanci familiari.
Le promozioni alle vendite, dunque, rappresentano un valido affiancamento della pubblicità, favorendo meccanismi di cross-communication, ossia di tecniche di comunicazione di marketing, che vedano la combinazione di diverse possibili tipologie di comunicazione.
Le promozioni alle vendite consentono, inoltre, una migliore argomentazione delle vendite da parte dei dettaglianti e possono accompagnare il lancio di nuovi prodotti. In fase di maturità di un prodotto esse sono in grado di coadiuvare la difesa delle quote di mercato, puntando ad una fidelizzazione dei clienti.
Le promozioni alle vendite, oltre che al consumatore finale, possono essere indirizzate anche agli stessi distributori (grossisti e dettaglianti), agli agenti plurimandatari, ai consiglieri all'acquisto (medici, farmacisti ecc...) che, invogliati da tali promozioni, finiranno col promuovere, con maggiore piacere ed energia, i prodotti dell'azienda che eroga loro le promozioni stesse. In questi ultimi due casi, le promozioni, si concretano, ad esempio, col rilascio di numerosi campioni commerciali omaggio e con l'erogazione di premi quali, ad esempio, abbonamenti a riviste, viaggi premio, sconti su acquisti di marca.
Le promozioni alle vendite dirette al consumatore finale possono essere effettuate sia dall'azienda madre sia dai dettaglianti e dai grossisti e si basano sul fatto che, a promozione effettuata, debba seguire una reazione quasi immediata in termini di domanda del prodotto. In poche parole, per valutare la bontà di un'azione in tal senso, a differenza della pubblicità, non è necessario attendere molto tempo: gli effetti di tale comunicazione dovrebbero essere percepiti in un raggio di tempo molto breve. Se non si ottiene il risultato voluto per tramite di tale comunicazione è suggeribile abbandonarne l'utilizzo nel più breve tempo possibile, onde evitare sprechi di risorse.

## Tecniche di promozioni alle vendite
- Distribuzione di campioni omaggio (sganciati da altri prodotti o allegati a un prodotto trainante)
- Buoni sconto
- Dimostrazioni in pubblico (presso i centri commerciali, le fiere, le sagre)
- Riduzioni temporanee dei prezzi (come le formule del 3 per 2, le formule fugaci di prodotti civetta)
- Gadget
- Operazioni a premio con regalo immediato (prodotto che promette una sorpresa omaggio all'interno dell'imballo)
- Raccolte punti (con tanto di cataloghi e album cartacei o con processi elettronici associati alla tessera di fedeltà)
- Concorsi commerciali (che permettono vincite anche con un numero basso di acquisti anche se, questa vincita, dipende molto dalla sorte)
- Charity promotion (associazione di prodotti a attività benefiche)